# Kouaoua
Kouaoua is een gemeente in Nieuw-Caledonië en telt 1.452 inwoners (2014). De oppervlakte bedraagt 383 km², de bevolkingsdichtheid is 3,8 inwoners per km².